# 1997년 알바니아 소요사태

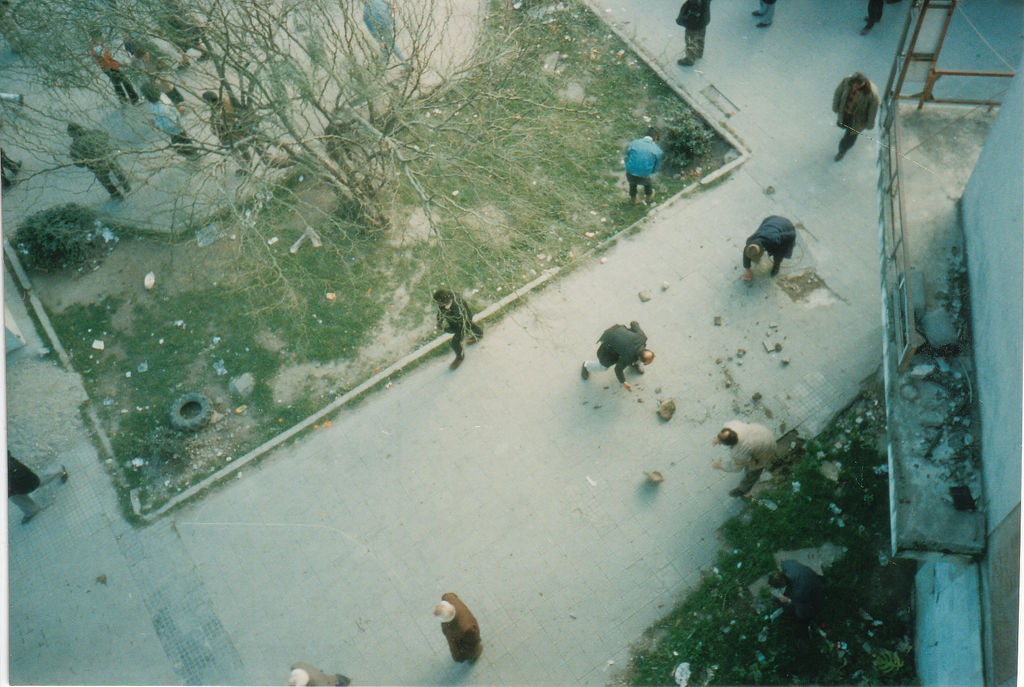
블로러시 소요사태 중 경찰에게 던질 돌을 깨는 사람들

1997년, 알바니아는 피라미드 사기의 붕괴로 인한 경제 문제로 인해 광범위한 내란을 겪었다. 이러한 사기를 지원하기 위해 정부에서 빼돌린 막대한 자금은 1997년 1월 민주당 정부의 붕괴로 이어졌다. 1997년 8월까지 지속된 이 분쟁으로 2,000명 이상이 사망했으며, 혁명군이 티라나를 포위하면서 새로운 정부가 수립되었다. 여러 출처에서는 이어진 폭력을 반란 또는 내전으로 묘사하기도 한다.
1997년 1월까지 총 12억 달러를 잃은 알바니아 시민은 거리로 나와 시위를 벌였다. 2월부터 수천 명의 사람들이 정부가 사기로 이득을 얻었다고 믿으며 정부에 상환을 요구하는 매일 시위를 시작했다. 3월 1일 알렉산데르 멕시 총리가 사임했고, 3월 2일 살리 베리샤 대통령은 비상사태를 선포했다.
3월 11일, 알바니아 사회당은 지도자 바시킴 피노가 총리로 임명되면서 큰 승리를 거두었다. 그러나 권력 이양이 폭동을 멈추지는 못했고, 시위는 알바니아 북부로 확산되었다. 정부는 북부의 반란을 진압했지만, 특히 반군과 범죄 조직의 통제 하에 놓인 남부 지역에서는 질서 유지 능력이 붕괴되기 시작했다.
3월 13일까지 모든 주요 인구 밀집 지역은 시위에 휩싸였고, 외국은 자국민 철수를 시작했다. 이러한 철수에는 독일, 미국, 그리스 군대가 각각 수행한 리벨레 작전, 실버 웨이크 작전, 코스마스 작전이 포함되었다. 유엔 안전 보장 이사회는 결의 1101호에 따라 알바니아에서 구호 활동을 지시하고 질서를 회복하기 위해 7,000명의 병력을 파견하는 것을 승인했다. 유엔은 이 불안이 알바니아 국경을 넘어 유럽 전역으로 난민을 보낼 수 있다고 우려했다. 이에 따라 미국과 NATO는 난민 캠프 관리, 유럽 전역의 이재민 공수, 국경 보안을 통해 지원을 제공했다. 4월 15일, 다국적 평화유지군이 알바 작전을 시작하여 7월 말까지 국가의 법치를 회복하는 데 도움을 주었다.
반란이 끝난 후, 알바니아군 막사와 비축고에서 약탈된 일부 무기는 코소보 해방군이 획득했고, 많은 무기가 이후의 코소보 전쟁(1998~1999년)에 사용되었다.

## 용어
이 시기는 내전으로 묘사되었으며, 준내전 또는 내전 직전, 무정부 상태, 또는 그렇지 않다고 주장하는 사람도 있다.

## 원인
1992년, 알바니아 민주당은 알바니아 최초의 자유 선거에서 승리했고, 살리 베리샤는 대통령이 되었다. 1990년대 중반, 알바니아는 수십 년간 알바니아 사회주의 인민공화국의 계획 경제 체제 이후 시장 경제로 전환하고 있었다. 초보적인 금융 시스템은 곧 폰지 사기에 의해 지배되었고, 심지어 정부 관료들도 일련의 피라미드 투자 펀드를 지지했다.
1997년 1월까지, 돈세탁 및 무기 밀매의 전선이었던 많은 사기들은 더 이상 지급을 할 수 없게 되어 붕괴되었다. 이때까지 빨리 부자가 되겠다는 약속에 유혹된 투자자의 수는 알바니아 300만 인구의 3분의 2에 달했다. 월평균 수입이 80달러 정도였던 이 나라에서 월 10%에서 25%의 이자율을 제공하는 회사에 거의 15억 달러가 투자된 것으로 추정된다. 상당수의 알바니아인은 투자하기 위해 집을 팔았고, 그리스와 이탈리아에서 일하는 이민자는 추가 자원을 이 사기에 송금했다.

### 1996년 선거
1996년 5월 26일, 총선이 실시되었고 보수적인 민주당이 압도적인 표차로 승리하여 의회 140석 중 122석을 차지했다. 투표율은 89.1%였다. 그러나 야당인 사회당 (PS)은 정부의 선거 조작을 비난하고 결과를 거부했다. 그들은 개표 과정에서 물러나 의회를 보이콧했다. 5개월 후, 10월 20일에 지방 선거가 실시되었다. 민주당은 다시 승리했지만, 사회당도 이 결과를 거부했다.

### 피라미드 사기
피라미드 사기는 1991년에 시작되었다. 첫 번째 사기는 하이딘 세이디세의 것으로, 그는 나중에 수백만 달러를 가지고 스위스로 도주했다. 이어서 1993년 구두 공장 노동자 막수데 카데나가 운영하는 "수자", 그리고 야당 정치인이 운영하는 "포풀리" 재단과 "자페리"가 뒤를 이었다. 1996년 말까지 사기는 매우 유혹적인 이자율로 절정에 달했는데 예를 들어 수자는 100%의 이자를 제공했다.
이러한 사기는 국제 통화 기금 (IMF)의 조언에 따라 알바니아 국립은행이 상업 은행을 감독하는 조항을 포함하지 않은 1994년 은행법으로 인해 즉시 비판받지 않았다. IMF는 사기의 결과가 명백해진 2년 후에 조언을 수정했다. IMF의 이러한 사기를 폐쇄하라는 권고에도 불구하고 정부가 종종 이에 참여하며 계속 허용했다.
1997년 1월, 사기는 마침내 붕괴되었다. 1월 22일, 정부는 자페리 및 포풀리 기업의 자산을 동결했다. 또 다른 기업인 "잘리카"는 파산 직전이었고, 알바니아 호텔, 연료 산업, 공장에 투자했던 "베파"는 평소와 같이 운영을 계속했다.
첫 공개 시위는 1월 16일 알바니아 남부에서 발생했다. 1월 19일, 시위대는 수자 사기 때문에 수도 티라나에서 시위를 벌였다. 1월 24일, 공개 반란이 사실상 시작되었다. 서부 도시 루슈녀의 수천 명의 사람들이 정부의 사기 지원에 항의하며 시청으로 행진했고, 시위는 빠르게 폭력으로 변질되었다. 경찰 병력은 이후 격파되었고, 시청과 인접 영화관은 불에 탔다.
하루 뒤인 1월 25일, 민주당 지도자인 트리탄 셰후는 상황을 해결하기 위해 루슈녀로 파견되었다. 도착하자마자 그는 시위대에 붙잡혀 시립 경기장에서 몇 시간 동안 인질로 잡혀 폭행당하기도 했다. 알바니아 특수부대가 셰후를 구출하기 위해 개입했다. 1월 26일 아침까지 도시의 모든 정부 기관은 약탈되고 파괴되었으며, 통신 국장, 그의 엔지니어 7명, 자리를 떠나기를 거부한 경비병이 보호하고 있던 내무부 건물만 남았다.
1월 26일부터 27일까지 주요 항구 도시 블로러를 포함한 다른 남부 도시에서 폭력이 발생했다. 1월 30일, 야당은 시위를 주도하기 위해 민주주의 포럼을 결성했다. IMF의 조언에도 불구하고 사기들이 계속되도록 허용한 살리 베리샤 대통령과 정부에 대한 분노도 커졌다. 베리샤와 정부 내 다른 인사가 사기를 통해 개인적으로 이득을 취했다는 주장이 커지면서, 특히 블로러에서는 많은 사람들이 민주당을 무력으로 쫓아내야 한다고 확신했다.
2월 4일, 정부는 국영 국립 상업 은행의 자회사에서 잃어버린 돈의 일부를 상환하기 시작했다. 이 조치는 시위를 진정시키기는커녕 역효과를 낳아 대중의 의심을 증폭시켰다. 1월 7일 "잘리카" 기업이 사회당에 지불한 55만 달러 수표는 기업의 붕괴를 가속화했다. 2월 5일, 잘리카는 파산을 선언했고, 2월 6일, 블로러에서는 폭력 시위가 재개되었다. 2월 9일, 블로러에서 주 경찰이 공격을 받았고, 하루 뒤 남부에서는 특수부대 50명으로 구성된 집단이 시위대를 공격하고 잔인하게 해산시켰다.

## 블로러 대학교 단식 투쟁
1997년 2월 20일, 블로러 대학교의 학생 약 50명이 캠퍼스에서 정부 사퇴와 투자금 전액 반환을 요구하며 단식투쟁을 시작했다. 2월 22일, 야당 민주주의 포럼은 파업을 지지한다고 선언했다. 지로카스터르와 엘바산 학생도 지지를 표명하러 왔다. 그들은 블로러의 FRESSH(사회당 청년 조직) 활동가를 따라 수도 티라나로 옮겨졌다. 대조적으로, 슈코더르의 루이기 구라쿠치 대학교 학생은 시위에 참여하지 않았다. 그곳의 학생회는 "학생이 피라미드 사기로 돈을 잃은 블로러 시민들의 고통을 공유하지만, 자유와 민주주의, 조국, 그리고 국가가 더 높은 가치를 가지고 있다고 믿는다"고 선언했다.
2월 26일, 수천 명의 사람들이 국가 정보국인 SHIK(Shërbimi Informativ Kombëtar)의 공격 루머로부터 대학 건물을 지키기 위해 블로러의 대학 건물을 포위했다. 같은 날, 파업 참가자 중 한 그룹이 추가 의료 지원을 요청하여 그들에게 제공된 의사에 대한 의문을 제기했다. 2월 27일 슈코더르에서 연합 우파의 바흐리 보리치 시장은 단식 투쟁을 지지한다고 선언했다.
다음 날은 알바니아 역사에서 결정적인 순간이었다. 대학 건물 주변 경계를 강화한 후, 반군 병력은 경고 없이 SHIK 건물을 공격했다. 반군과 정부군 간의 교전으로 6명의 장교와 3명의 민간인을 포함하여 9명이 사망했다. 이 사건은 알바니아 남부에서 1년간의 폭력이 시작되었음을 알렸다.

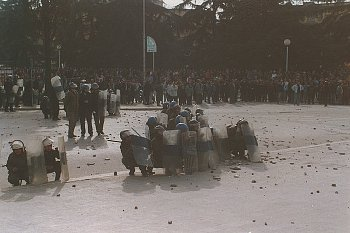
성난 시위대가 정부군에 돌을 던지는 모습

## 약탈 및 무기 창고 개방
소위 "창고 개방"(알바니아어: Hapja e depove)은 베리샤 대통령의 명령에 따라 북부 지역에서 군대 무기고가 개방된 것을 의미한다. 그는 이 결정이 남부에서 확산되는 폭력으로부터 인구를 보호하기 위한 필요성 때문이라고 정당화했다.
알바니아 남부 기지가 약탈되었을 때, 10세 이상의 모든 남성이 적어도 한 자루의 총과 충분한 탄약을 가지고 있는 것으로 추정되었다. 반란 기간 UNDP에 따르면 656,000점의 다양한 종류의 무기, 15억 발의 탄약, 350만 개의 수류탄, 100만 개의 지뢰가 군사 창고에서 약탈되었다.
수도 티라나에서 북쪽으로 90km 떨어진 부렐 인근 셀리테 마을에서는 4월 29일 마을 주민이 무기 창고에 침입한 후 폭발이 발생했다. 이 폭발로 마을 주민 200명 중 22명이 사망했으며, 대부분이 같은 가족 출신이었다.

## 국고 강탈
크라베 사건(알바니아어: Ngjarja e Krrabës)은 1997년 4월 24일 알바니아 국고에서 금을 절도된 사건을 말한다. 티라나 외곽 크라베 근처 터널에 숨겨져 있던 국고에는 340 kg의 금괴, 지폐 및 기타 물품이 들어 있었다. 나중에 재판을 받고 징역형을 선고받은 가해자는 아리안 비슈케미(7년), 블레림 하카(3년), 펠룸브 달티(6년), 엔베르 히카(8년), 아흐메트 히카(4년)였다.
북부 국고 강탈 사건(알바니아어: Grabitja e Thesarit të Veriut)은 1997년 3월 슈코더르에 있는 알바니아 국고에서 약 600만 달러를 절도한 사건이다. 6명으로 구성된 한 그룹이 대전차 무기로 요새화된 건물을 공격했다. 건물에는 총 800만 달러가 들어 있었지만, 강도들은 600만 달러를 가지고 도주하는 데 성공했다. 도시에 남아 있던 소수의 경찰관은 곧 현장에 도착하여 남은 자산을 통제했다.
나중에 도둑은 슈코더르 외곽에서 여러 목격자들에게 목격되었고, 그곳에서 그들은 돈을 나누었다. 강도 사건 이후, 경찰과 수사관들은 슈코더르에서 수사를 시작했다. 1년 이상이 지난 1998년 봄, 수사관들은 사건 파일을 닫았고, 추가 조사를 위해 경찰에 넘겨졌다. 이 범죄의 가해자는 오늘날까지 알려지지 않았다.

## 국제 개입
3월 28일, 유엔은 알바니아에 인도주의적 지원을 제공하기 위해 결의 1101을 채택했다. 4월 15일, 알바 작전이 시작되어 8월 12일에 철수했다. 다국적 이탈리아 주도 유엔 임무의 약 7,000명의 병력이 알바니아에 배치되어 질서와 법치를 회복했다. 첫 번째 병력은 두러스에 주둔했고, 티라나는 정상으로 돌아오기 시작했다. 알바 작전 부대의 한 요소는 군대를 현대적인 기준으로 재훈련시키기 위해 남아 있었다. 5월 중순부터 이 부대에는 WEU의 다국적 알바니아 경찰 부대원이 합류하여 경찰과 위기를 초래한 법적 기반을 재편성하는 데 노력했다.
참여국은 다음과 같다.
- 이탈리아군 (알바 작전), 이탈리아는 알바 작전의 주도국이었다.
- 그리스군 (알바 작전, 코스마스 작전) 중령 디미트리오스 찌마니스 지휘[33]
- 루마니아군 (알바 작전)
- 튀르키예군 (알바 작전)
- 오스트리아 연방군 (알바 작전)
- 프랑스군 (알바 작전)
- 독일 연방방위군 (리벨레 작전) 대령 헤닝 글라바츠 지휘
- 미군 (실버 웨이크 작전) 대령 에머슨 가드너 지휘

### 유엔 결의안
이 UNSC 결의안은 임무 수립 및 실행(결의안 1101호)과 그 제한적 연장(결의안 1114호)의 근거를 제공한다.

### 대피 작전
1997년 3월, 여러 국가가 자국민, 대사관 직원 및 기타 수많은 민간인을 공중과 해상으로 대피시키기 위한 대피 임무를 시작했다. 이탈리아는 이러한 행동에 전체적인 작전명을 부여하지 않고 일련의 구조 항공편과 해상 대피를 수행했다.

### 평화 유지
유엔 안전 보장 이사회 결의 1101호에 따른 평화 유지 임무의 일환으로 7,000명 이상의 병력으로 구성된 다국적 보호군이 4월 중순에 알바니아에 파견되었다. 1997년 8월 중순까지 이들은 주로 공공 질서를 회복하고 OSCE 감독 하에 새로운 선거를 확보했다.

## 조기 선거
1997년 6월 29일, 알바니아는 조기 총선과 함께 군주제 복원 국민투표를 실시했다. 국민투표는 유권자의 66.7%에 의해 부결되었으며, 전 왕세자 레카는 65.7%가 찬성표를 던졌다고 주장했다. 한편, 총선에서는 야당인 알바니아 사회당이 압도적인 승리를 거두어 151석 중 100석을 차지했으며, 투표율은 72.6%였다.

## 무장 단체

### 갱단
혼란스러운 상황을 틈타 범죄 집단은 무장하고 도시 전체를 장악했다. 대부분의 지도부는 그리스에서 수감되었으나 갑자기 탈출하여 알바니아로 돌아왔다. 가장 주목할 만한 사례는 자니 차우시로, 그는 1997년 2월 라리사의 고위 보안 교도소에서 탈출하여 동료와 함께 블로러에 촐레 갱단을 설립했다.
블로러에서는 5개의 갱단이 등장했지만, 자니 갱단과 가자이 갱단이 도시를 장악했다. 도시 활동은 오전 10시에 시작되어 사람들이 구국위원회의 말을 듣기 위해 깃발 광장에 모였다가 오후 1시에 끝났다. 그 시간 이후에는 거리에는 갱단원만 활동하며 황량했다. 갱단은 확성기와 전단지를 통해 임박한 싸움으로 인해 다른 사람들은 실내에 머물러야 한다고 알렸다.
매일 밤 폭발물과 총격전이 벌어져 수십 명이 사망했다. 베라트에서는 알틴 다르다의 통치가 특히 가혹했다. 루슈녀에서는 알도 바레 갱단이 통제권을 쥐고 있었는데, 그들의 최악의 범죄 중 하나는 반대파의 참수였다. 갱단이 통치하는 도시로는 블로러, 베라트, 테펠레네, 메말리아이, 발시, 사란데, 지로카스터르, 루슈녀, 포그라데츠, 처리크, 트로포야가 있었다.
- 촐레 갱단(알바니아어: Banda e Çoles)은 블로러에 기반을 두었으며, "파르티잔"[39] 및 "자니"[40]로 알려진 미르테자 차우시가 이끌었다. 도시 동부에 있는 촐레 지역의 이름을 따서 명명되었으며,[39] 이 갱단은 사회당을 지지했다.[40]
- 카카미 갱단은 블로러에 기반을 두었으며, 프레디 네흐비우가 이끌었고, 서부 바비체 구역을 통제했다.[39]
- 가자이 갱단(알바니아어: Banda e Gaxhait)은 블로러에 기반을 두었으며, 가지멘드 "가자이" 브라카가 이끌었다. 이 갱단은 지도자의 이름을 따서 명명되었다. 갱단은 블로러의 체르코비네와 다른 남부 도시 출신으로 구성되었다. 1997년 3월 블로러에서 결성되었으며, 촐레 갱단의 주요 경쟁 상대였다. 가자이 갱단은 민주당(DP)을 지지했다.
- 무코 갱단, 블로러에 기반을 두었다.
- 알틴 다르다 갱단, 베라트에 기반을 두었으며, 알틴 다르다가 이끌었다.
- 알도 바레 갱단, 루슈녀에 기반을 두었으며, 알도 바레가 이끌었다.

### 구국위원회
구국위원회 (일명 인민 위원회 또는 대중구국위원회 [알바니아어: Komiteti i Shpëtimit Publik])는 알바니아의 불안 시기에 형성된 조직이었다. 전국 여러 지역에 설립된 이 위원회는 알바니아 국가의 기능을 찬탈하려 했다. 이들은 특히 남부에서 영향력이 컸는데, 위기 초기에 지역 구국위원회들이 합쳐져 전국구국위원회를 형성하고 살리 베리샤 대통령의 퇴진을 요구했다.
이 위원회 중 다수는 알바니아 사회당과 연계된 지역 조직에 뿌리를 두고 있었으며, 자신들을 권위주의적인 1인 통치에 대항하는 민주주의의 수호자로 보았다. 그러나 알바니아 정부는 이들을 공산주의 시대의 지방 당 조직을 연상시킨다고 보았고, 따라서 공산주의 통치로의 회귀 가능성이라는 잠재적 위협으로 인식했다.

## 연대표

### 1월

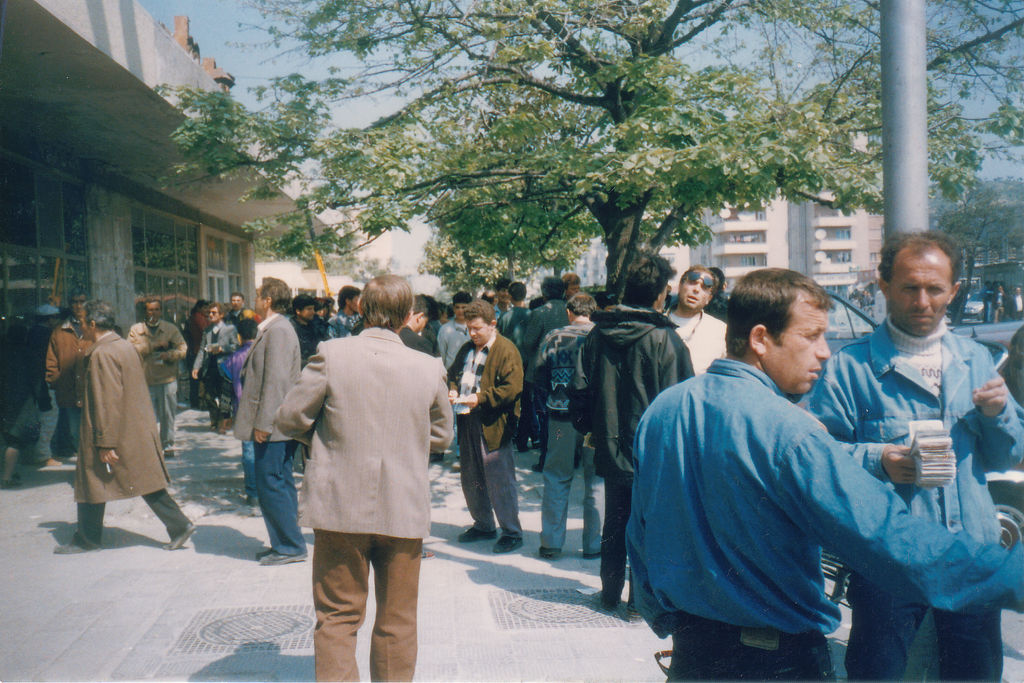
블로라의 사채업자

- 1월 8일–16일:[43] "캄베리", "체나이", "실바", "말바시아", "캄보", "그룬야시", "디페로", "바시킴", "베노", "포고니", "B&G", "코부지", "아르콘드", "아델린", "A. 델론", "아기", "M. 레카 컴퍼니", "글로벌 리미티드 컴퍼니", "차슈쿠", "수자" 등 여러 피라미드 사기회사가 붕괴되었다. 이 사기의 주요 거점이었던 블로러시는 심각한 영향을 받았다. 정부는 "베파 홀딩"과 "잘리카"의 자산을 동결했다.
- 1월 15일:[44] "수자"의 소유주인 막수데 카데나의 저택에 수백 명이 모였다. 군중 속에는 야당 지도자도 있었다. 그들은 경찰과 대치했다.
- 1월 16일:[45] "수자"의 소유주인 막수데 카데나가 체포되었다. 사회주의 신문 "인민의 목소리"는 블로러의 깃발 광장에서 약 6,000명의 시위를 언급하며 "티라나에서 블로러까지 전국이 반란 상태에 있다"고 썼다.
- 1월 18일:[46] 민주국가평의회 비상 회의에서 상황 조사를 위한 의회 위원회가 구성되었다.
- 1월 19일:[47] "수데스"에 반대하는 시위가 광장에서 열렸다. 야당 지도자들은 시위를 정부에 대항하는 방향으로 유도하려 했다.
- 1월 20일:[48] 파산한 "인민-자페리 민주주의" 사기에서 돈을 되찾기 위해 1,500명이 모였다.
- 1월 22일:[49] 공산주의 국가 보안국(라푸시 자페리, 바시킴 드리자)과 밀접한 관계를 가진 개인이 운영하는 소위 "자선 기부"(실제로는 피라미드 사기) "인민 민주주의-자페리"와 "인민"에 대한 재판이 시작되었다. "잘리카"의 관리인 케르잘리우가 체포되었다.
- 1월 23일:[50] 경찰은 "인민"과 "자페리" 직원 50명을 체포했다. 알바니아 신문은 "확실히 이것은 하이딘 세이디아의 소행이다. 그는 1991년 수백만 달러를 가지고 떠났지만 1996년 예기치 않게 돌아와 채권자들에게 돈을 배분하기 시작했다. 사실 그는 '자페리'와 '인민'으로부터 300만 달러를 받았고, 이는 이러한 사기에 대한 시민들의 신뢰를 높였다. 세이디아의 도착으로 2~3개월 안에 이러한 사기에 대한 예치금이 수천만 달러 증가했다. 이는 이러한 사기의 조기 실패를 막았다."라고 썼다.
- 1월 24일: 자페리의 체포에 분노한 루슈냐 시위대가 시청과 영화관을 불태웠다.
- 1월 25일:[51] 주변 마을의 시위대가 루슈냐의 국가 기관을 공격하고 파괴했다. 트리탄 셰후는 시립 경기장에서 몇 시간 동안 인질로 잡혔다. 루슈냐시는 지역 사회당 지도자들이 이끄는 군중에게 불에 탔다. 엘바산, 메말리아이, 라치, 쿠초버에서도 추가 충돌이 발생했다.
- 1월 26일:[52] 티라나 시내에서 사회당 시위가 경찰과 야당 지지자들 간의 폭력적인 충돌로 확대되었다. 일부 사회주의 지도자들은 경찰에 의해 부상을 입었다. 야당은 국립 역사 박물관, 문화 궁전, 에템 베이 모스크, 티라나 남부 시청을 파괴했다. 성난 폭도는 시청도 불태웠다. 파토스에서 테러 집단이 알페트롤에 불을 질렀다.
- 1월 27일:[53] 성난 군중이 페슈코피 시청과 경찰서를 불태웠다. 경찰 4명이 심각한 부상을 입었다.
- 1월 29일:[54] 경찰은 베라트에서 140명, 폴리찬에서 20명을 폭력 시위 및 불법 활동에 연루된 혐의로 체포했다.
- 1월 30일:[55] 민주주의 포럼은 다우트 구메니, 알바니아 헬싱키 위원회의 파토스 루보냐 (반베리샤 입장으로 알려짐), 정치적 박해자 협회 회장 쿠르트 콜라("국민"과 연관됨)가 이끄는 야당들에 의해 결성되었다. 이 포럼은 곧 반정부 시위를 조직하기 시작했다.
- 1월 31일:[56] 신문 코하 조네는 "잘리카" 채권자에게 2월 6일 회사에 방문하여 돈을 회수하라고 촉구했다. 목표는 "잘리카"에서 폭력 시위를 선동하는 것이었다.

### 2월
- 2월 4일:[57] 정부 결정에 따라 예금의 부분 환급이 시작되었다. 야당은 민주당이 절차 시작을 지연시켰다고 비판했다. "민주주의 포럼"은 위기를 해결하기 위한 기술 정부 설립을 제안했다.
- 2월 5일: 파산한 회사 "잘리카"는 전 국가 보안 조직에 의해 인수되었다. 이 회사의 파산으로 가장 큰 피해를 입은 도시는 블로라(1억 4천 5백만 달러)와 쿠커스(1천 6백만 달러)였다. 블로라에서 시위가 시작되었다.
- 2월 6일:[58] 블로라에서 수천 명이 폭력 시위에 참여했다. 쿠커스는 회사의 채권자와 함께 "위원회"를 구성하여 문제에 대한 법적 해결책을 모색하고 회사의 주주가 되는 것을 목표로 했다. 유사한 위원회가 지로카스터르와 베라트에서도 설립되었다.
- 2월 7일:[59] 시위대가 메말리아이에서 도로를 봉쇄했다.
- 2월 8일:[60] 블로라에서 반정부 시위가 계속되었다.
- 2월 9일:[61] 무장한 군중이 블로라의 경찰서를 공격하여 1명이 사망하고 1명이 부상당했다. "민주주의 포럼"은 위기 해결의 유일한 방법은 정부에 대한 지속적인 시위라고 선언했다.
- 2월 10일:[62] 남부에서 폭력이 계속되었다. 무장 단체가 알바니아 민주당(DPA) 본부를 불태웠고, 대통령과 정부는 사임했다. 특수부대 약 50명으로 구성된 그룹이 수천 명의 폭도에게 맹렬한 공격을 받았다. 유로뉴스는 경찰 포위 공격 장면을 방영했다. 반란은 알바니아 남부 전역으로 확산되었고, 해당 지역에 비상사태 선포가 제안되었다.
- 2월 11일:[63] 반란의 첫 희생자인 아르투르 루스테미가 블로라에 묻혔다. 그의 장례식은 반정부 시위로 변질되어 블로라의 ADP 본부 화재로 이어졌다. 도시의 빵 부족에 대한 경보가 확산되었다. "민주주의 포럼"은 베리샤 대통령과의 대화를 촉구했다.
- 2월 12일–15일:[64] 여러 납치 사건이 발생했다. 학교는 문을 닫았고, 상점은 9시까지만 영업할 수 있었다.
- 2월 13일:[65] 쿠르트 콜라는 공산주의 처형자과의 협력자이자 배신자로 비난받았다.
- 2월 14일:[66] 피에르에서 반정부 시위가 일어났다.
- 2월 17일:[67] 합법 운동은 폭력을 규탄하고 "민주주의 포럼"과의 대화를 거부했다. 장관은 티라나에서 회의를 열었다.
- 2월 18일:[68] 베리샤 대통령은 루슈냐 시민과 만나 위기 해결을 위해 모든 노력을 다하겠다고 약속했다. 국민전선은 정부의 사퇴를 요구했다.
- 2월 20일:[69] 블로라의 이스마일 카말 대학교에서 정부 사퇴를 요구하는 약 50명의 학생의 단식 투쟁이 시작되었다. 민주주의 포럼은 티라나에서 폭력 시위를 조직하여 경찰 5명이 중상을 입었다. 학생 단체는 블로라에서 베리샤 대통령과 만나 위기 평화적 해결에 합의했다.
- 2월 22일: 잘리체스 지도자의 재판이 시작되었다. 민주주의 포럼은 블로라 학생의 단식 투쟁을 지지했다.
- 2월 24일:[70] 성난 군중이 남부의 국가 기관을 공격했다.
- 2월 26일:[71] 위기 영향을 받은 지역에 대한 대통령 순방의 일환으로, 베리샤는 지로카스터르 시민과 만나 상황 해결을 위해 모든 노력을 다하겠다고 약속했다. 수천 명이 국군에 의한 "공격" 루머에 대비하여 이스마일 카말 대학교를 포위했다.
- 2월 28일:[72] 지로카스터르 대학교 학생 46명이 단식 투쟁에 참여하여 블로라 학생과 유사한 요구를 했다. 무장한 군중이 SHIK 지부를 공격하고 불태웠으며, 이로 인해 산 채로 불에 타 죽은 요원 3명과 군중에게 공격당해 사망한 다른 3명이 사망했다. 추가로 군중 3명이 사망했다.

### 3월
- 3월 1일: 블로라시는 기능하는 정부가 없었고 갱단과 밀매업자가 통제하고 있었다. 대규모 탈출이 시작되었다. 루슈녜에서는 경찰이 잔인하게 구타당했다. SHIK 장교의 학살 소식에 정부는 충격을 받았다. 반군은 알바니아 해군의 파샤 리만 기지를 장악했으며, 이는 저항의 중요한 상징이 되었다. 이에 대응하여 정부는 비상사태를 선포하고 블로라와 테펠레나 주변 지역에 더 많은 병력을 파견했다. 반군은 도시 입구에 대포를 설치하고 티라나를 향해 겨냥했다. 대규모 폭발로 무기 저장 시설이 파괴되었다.[어디?] 히마러는 불에 탔고, 지로카스터르의 경찰 건물도 포함되었다.
- 3월 2일: 알렉산데르 멕시 정부는 위기 해결에 실패한 후 사임했다. 이 사건은 블로라와 남부에서 축하를 받았으며, 수천 명이 승리의 표시로 AK-47을 공중에 발사했다. 의회는 가지데덴 연합의 수장을 임명하여 질서를 회복하도록 했다. 가지데데는 즉시 전국 학교의 무기한 폐쇄를 명령하고 언론과 소비재에 대한 제한을 부과했다. 민주당의 거점인 카바야에서는 5,000명 이상의 사람들이 무장 갱단의 잠재적 공격으로부터 도시를 방어하기 위해 자발적으로 무장했다. 이탈리아 통신사 ANSA는 다음과 같이 논평했다. "전체 시나리오는 자발적인 대중 행동의 발현이라기보다는 정치-군사 전략으로 나타나고 있다. 사람들이 깃발 광장에 모이게 하기 위해 특수 장비가 며칠 동안 사용되었다."
- 3월 3일: 베리샤 대통령은 민주당 의원의 투표만으로 재선되었고, 이는 알바니아 남부와 중부에서 대규모 폭동으로 이어졌다. 창고는 폭발했고, 남은 군사 조직은 위원회를 구성했다. 사란다시는 반군에게 점령되었고, 블로라에서 온 전투원은 보트를 타고 도착하여 도서관을 포함한 모든 정부 건물을 불태웠다. 블로라에서는 지역 구금 시설이 침입당해 400개 이상의 총기가 압수되었다. 총을 든 사람들은 블로라의 직업 훈련 센터도 불태웠다. 한편, SHIK은 반란이 더 이상 확산되는 것을 막기 위해 블로라, 사란다, 델비나에 반란을 국한시키려 했다. 파괴와 살인은 알바니아 남부 전역에서 계속되었다. 알바니아 정부에 막대한 비용을 초래한 7백만 달러 규모의 블로라 직업 훈련 센터가 파괴되었다. 약 100명의 "아디페트롤" 회원이 책임자로 지목되었고, 지로카스트라에 있는 그들의 거점이 습격당했다. 복면을 한 침입자가 전함을 나포했고, 반군은 사란다를 공격하여 경찰 및 정부 건물을 불태웠다. 범죄자는 교도소 탈옥을 조작하여 수백 명의 죄수를 풀어주고 400개의 무기를 압수하고 마을 도서관에 불을 질렀다. 쿠초버에서는 빵 부족이 발표되었다. 군대는 피에르를 재탈환하고 주민의 무장 해제를 시작했다.
- 3월 4일: 알베르트 시티가 이끄는 대중구국위원회가 블로라에서 결성되었다. 이 위원회는 병행 정부 역할을 시작했다. 저격수는 블로라의 모든 건물을 점령했고, SHIK의 공격을 막기 위해 모든 거리에 바리케이드가 설치되었다. 비오서강 위의 미폴리 다리는 봉쇄되고 지뢰가 매설되어 알바니아의 두 지역을 분리하는 반란의 상징이 되었다. 학생이 단식 투쟁을 중단하자, 사란다의 총잡이는 해군 함정을 이용하여 무기 저장소를 약탈했다. 갱단은 알바니아 해군 함정을 이용하여 바다를 순찰했다. 사란다 외곽에서는 한 명의 SHIK 요원이 산 채로 불에 타 죽었고, 다른 한 명은 인질로 잡혔으며, 다른 두 명은 탈출했다. 50명의 군인이 반군에 합류했고, 알바니아 공군 조종사 두 명은 탈영하여 비행기를 이탈리아로 몰고 가서 민간인을 공격하라는 명령을 받았다고 주장했다. 가지데데의 블로라에서 반란을 고립시키려는 계획은 반란이 남부 전역으로 확산되면서 실패했다. 델비나에서의 치열한 전투 후, 반군은 군대를 후퇴시켰다. 사란다에서는 반군이 도로 차단막을 설치했다. 남부에서 더 많은 창고가 폭발했다. 반군은 저격수를 저택에 배치하고, 미폴리 다리를 잠그고, 군대와 SHIK의 진입을 막기 위해 바리케이드를 세웠다. 슈코더르에서는 군대가 항복했고, 단식 투쟁은 끝났다. 사란다에서는 조직적인 갱단이 알바니아 해군 기지를 급습하여 수천 개의 무기를 탈취했다. 알베르트 시티가 이끄는 블로러 대중구국위원회는 "사실상" 쿠데타를 감행하며 병행 정부 역할을 시작했다. 시티의 주요 협력자는 "블로라의 실세"로 알려진 미르테자 차우시였다. 블로라에서 세워진 전례를 따라 시티는 알바니아 전역에 "구국위원회"를 설립했다. 시위대는 블로러 경찰을 압도하는 데 성공했는데, 이는 주로 새로운 정치 체제를 훼손할 기회로 본 지역 범죄 조직 보스와 공산주의 시대 비밀경찰(시구리미)의 전직 구성원의 지원과 조직 덕분이었다. 그리스에서 개인 무기고를 가지고 돌아온 알베르트 시티는 블로라 "구국위원회"의 수장이 되었고, 이는 다른 남부 마을과 도시에서도 반복되는 양상이었다.
- 3월 5일: 메말리아이 및 기타 지역의 창고가 폭파되었다. 반군은 이 도시의 경찰 건물을 불태웠다. 그리스 TV 채널 "메가"는 다음과 같이 보도했다. "오늘 알바니아 남부의 무장 단체는 처음으로 북부 에피루스 깃발을 들었다. 그들은 테펠레나부터 남부 지역의 분리를 요구하며, 알바니아 남부의 자치를 선언하고 있다. 알바니아의 오랜 문제는 슈쿰빈 강을 따라 나뉘는 남북 자치 문제이다."
- 3월 6일: 베리샤 대통령은 정치 정당 대표와 회의를 열어 군사 창고의 대규모 약탈과 파괴를 규탄하고 무기 항복을 촉구하는 성명서에 서명했다. 6시간 후, 사회당(SP)과 민주동맹당(DAP)의 지도부는 이전에 "정치적 성공"이라고 묘사했던 성명에 대한 어떠한 책임이나 의무도 부인했다. 그리스 TV 채널 "스카이" 뉴스는 다음과 같이 보도했다. "회의 몇 분 후, 사란다의 무장 단체 지도자가 나타나 오늘 밤 지로카스터르를 공격하기로 결정했다고 발표했다. 그들은 떠나지 않을 것이며, 사란다의 중앙 광장에서 체포된 세 명의 죄수(SHIK 직원과 북부 민족을 공격한 혐의)에 대한 인민 재판을 애타게 기다리고 있으며, 이는 블로라의 희생자 수를 증가시키고 있다."
- 3월 7일: 사란다의 반군은 지역 군대와 협력하여 지로카스터르에 진입하여 일부 알바니아 특수부대 병력을 인질로 잡았다. 지로카스터르 반란의 지도자는 PAD의 일원이었으며, 아르벤 이마미 (이후 2009년 국방부 장관으로 임명)와 리드반 페슈케피아가 포함되었다. 지로카스터르가 함락되면서 남부 전체가 정부 통제에서 벗어났다. 무기는 전국으로 계속 확산되었다. 티라나의 리나스 국제공항은 주변 지역 주민에게 공격받았고, 티라나 농업대학교는 약탈당했다. 알바니아군 병사는 지로카스터르에서 반군으로 전향했다.
- 3월 8일: 베리샤 대통령은 새 정부 구성을 위해 모든 관련 당사자와 회의를 조직했다. 지로카스터르 사단의 지도부는 항복하여 그 도시의 반란을 통제했다. 갱단은 티라나에서 보조 군대 몇 명을 납치하고 여러 탱크와 헬리콥터를 봉쇄했다. 자정에는 리보호베의 우유 가공 공장을 공격하고 파괴했다.
- 3월 9일: 지로카스터르 시장 바시킴 피노가 이끄는 국민 화합 정부가 티라나에 수립되었다. 새 정부는 전직 군인에게 평화와 질서 회복에 도움을 요청했다. 베리샤 대통령은 VAT에 출연하여 전국에 "화해, 믿음, 단결, 평온"을 촉구하는 성명을 발표했다.
- 3월 10일: 그램시에서는 반군이 경찰 건물을 공격하고 피에르의 거리를 장악했다. 베라트는 갱단의 손에 넘어가 블로라와 함께 반란의 주요 중심지가 되었다. 폴리찬, 켈치라, 스크라파르도 점령되었다. 쿠초버에서는 반군이 미그기 19대를 장악했다. "블로라 구국위원회"는 3월 9일에 도달한 합의를 환영했다. 미국 동유럽 재단은 미국 주재 알바니아 대사관에 편지를 보내 "블로라 위원회와 그 지도자가 KGB와 같은 공산주의 마피아형 조직에 의해 영감을 받았다는 것을 이해하지 못하는 것은 엄청난 순진함이다."라고 밝혔다. 편지는 "베리샤 씨는 필요하다면 군사력을 포함하여 법치를 회복하기 위해 필요한 모든 수단을 동원해야 한다."라고 결론지었다. 3월 10일 저녁, 미국 대사관도 합의를 환영했다. 전장에서 반대파가 없는 남부 반군은 파괴의 물결을 계속했다. 그들은 그램시의 지역 경찰서를 공격하고, 피에르의 거리를 장악했으며, 베라트를 점령했다. 폴리찬과 켈치라는 범죄 갱단에게 장악되었고, 쿠초버에서는 반군이 소련제 미그 전투기 19대를 강탈했다. 반란은 북쪽으로 확산되기 시작했다.
- 3월 11일: 베리샤를 거부하고 잃어버린 자금의 반환을 요구하는 "남부 위원회"가 설립되었다. 위원회는 티라나와 분리된 새로운 국가를 형성할 것을 제안했다. 쿠케스에 있는 군대 창고가 약탈되었고, 무장한 약탈자가 국가 기관을 손상시켰다. 쿠케스 시민은 세르비아 군대가 국경을 넘었다는 발표에 따라 일시적으로 마을을 버렸다. 반란은 북쪽으로 확산되었다. 많은 지역에서 군대가 항복했고, 슈코더르에서는 대규모 무기 창고가 점령되었다. 저명한 조직 범죄 인물이 감옥에서 탈출하여 갱단을 형성하고 사실상 수많은 지역을 장악했다. 갱단은 은행을 약탈하고, 인질을 잡고, 사업장을 강탈했다. 혼란은 수도 티라나를 제외한 국가 전체의 완전한 마비로 이어졌다.
- 3월 12일: 베리샤 대통령은 국민 화합 정부 구성을 명령했다. 한편, 남부에서는 반란이 더욱 격화되었다.
- 3월 13일: 베리샤 대통령과 피노 총리는 티라나가 반군의 임박한 침공에 직면하자 국제 군사 지원을 요청했다. 통행금지가 선포되었고, 주로 북부에서 온 수백 명의 자원 봉사자가 수도를 보호했다. 베리샤는 이를 자신의 인생에서 가장 위험한 밤이라고 묘사했다. 파토스 나노와 라미즈 알리아는 감옥에서 마지막으로 풀려났다. 남부에서는 반란이 계속되었고, 반군이 레자에서 경찰 건물을 불태웠다. 이스마일 카다레는 미국의 소리를 통해 알바니아인에게 "시계는 1943-44년 민족주의자와 공산주의자 간의 알바니아 내전으로 돌아갔다."고 말하며, 외국 언론과 정치 엘리트를 비판하고 위기를 극복하기 위한 평온을 촉구했다. 프랑스 통신사 아젠스프레스는 "알바니아 폭동은 군사 쿠데타였다."고 보도했다. 미국은 민간인과 티라나 주재 대사관 직원을 대피시키기 위해 실버 웨이크 작전을 시작했다.
- 3월 14일: 프란츠 브라니츠키가 알바니아 위기를 해결하기 위해 임명되었다. 미국 대사는 VAT에 출연하여 외교 공관이 떠나지 않을 것이며 미국 국민이 알바니아 국민을 지지한다고 밝혔다. 티라나에서는 주민이 무장 해제를 시작했다. 담배 농장과 코카콜라 공장이 공격받았다. SHIK 총장이 사임했다. 반군이 두러스 항구를 점령했다. 독일 대피 임무인 리벨레 작전이 티라나의 민간인과 대사관 직원을 위해 수행되었다. 그리스 정부는 해당 지역에 수천 명의 무장 괴한이 있음에도 불구하고 두러스 항구에서 민간인과 대사관 직원을 대피시키기 위해 코스마스 작전을 수행했다.
- 3월 15일: 리나스 공항은 정부에 의해 회수되었다. 의회는 "국민 화합 정부"를 승인했다. "두러스 보호 위원회"가 결성되었다.
- 3월 16일: 티라나에서 평화와 협력을 요구하는 대규모 집회가 열렸다. 반란 희생자를 기리기 위한 국가 추모일이 선포되었다. 피에르에서는 방사능 물질이 약탈되었다. 베리샤 대통령은 죄수 51명에 대한 사면을 명령했다.
- 3월 17일: 1993년부터 부패 혐의로 수감되었던 야당 지도자 파토스 나노의 석방을 위한 대통령령이 발표되었다. 대통령은 미군 헬리콥터를 타고 출국했다. 파토스 나노는 기자 회견을 열고 새 정부에 대한 지지를 표명했다.
- 3월 18일: 북중 알바니아 구국위원회는 남부 위원회를 인정할 경우 새 정부를 위협했다. 그 결과 정부는 어떤 위원회도 인정하지 않았다.
- 3월 20일: 대중구국위원회 의회는 베리샤의 퇴진을 요구하고 남부 연합 창설을 제안했다. 리나스 공항이 재개장했다.
- 3월 21일: 그리스는 소수 민족 보호를 구실로 알바니아 영토에 진입하려 했다. 베리샤는 튀르키예군 지원을 요청했다. 튀르키예 정부는 그리스군이 알바니아에 진입하면 즉시 그리스를 침공하여 아테네를 점령할 것이라고 밝혔다. 튀르키예는 보스니아에서 발생한 실수를 알바니아에서 반복해서는 안 된다고 요구했다. 알바니아 의회 청문회에서 가지데데 연합의 수장은 반알바니아 그리스 세력, 알바니아 사회주의자, 군대, 범죄자를 비난했다. 그는 "알바니아의 완전성은 더 이상 존재하지 않는다"며 "반란은 알바니아의 고유성에 대한 역사적 증거를 근절하려는 장기적인 목표를 가지고 모든 역사적, 문화적 시설을 파괴하는 방향으로 향했다"고 말했다.
- 3월 22일: 무장 갱단이 사란다와 지로카스트라를 폭력과 테러로 지배하여 수십 명의 사망자가 발생했다.
- 3월 23일: 두러스 항구의 통제가 재확립되었다. 베라트는 갱단의 지배하에 있었으며, 폭발물을 이용한 수많은 공격 시도가 있었다.
- 3월 25일: 블로라에서 경찰관 3명이 사망했다.
- 3월 26일: 미국 민간인 대피 작전인 실버 웨이크 작전이 종료되었고, 대부분의 미 해병대는 해상 함정으로 돌아갔다.
- 3월 27일: 민주당은 그리스와 알바니아 국민 간의 관계는 항상 훌륭했으며, 그리스 극단주의 단체가 모든 그리스 국민을 대표하지 않는다고 주장했다.

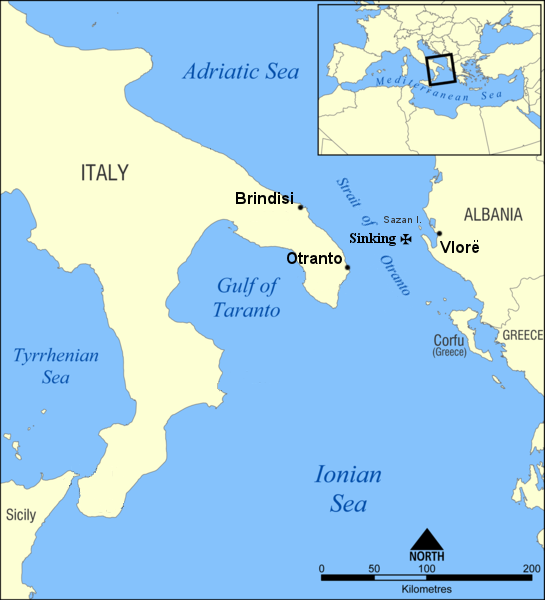
오트란토 비극

- 3월 28일: 오트란토 비극이 발생했다. 블로라 갱단이 운영하던 알바니아 선박이 오트란토 해협에서 이탈리아 해군 함정에 실수로 충돌하여 침몰했다. 82명의 난민이 사망했다. 야당 정치인이 참여한 "남부 위원회 전국 회의"가 열렸다. 그들은 대통령의 사임을 요구하고 "국민 화합 정부"를 거부했다. 이 위원회의 지도자는 엔베르 호자 정권의 전직 고위 인사들이었다. 레반 마을에서는 롬인과 갱단 간의 충돌로 24명이 사망하는 이 분쟁 중 가장 큰 학살이 발생하여 총 사망자 수가 110명을 넘어섰다. 유엔은 인도주의적 지원을 위한 결의 1101호를 채택했다.
- 3월 29일: 남부와 베라트에서 5명이 사망했다.
- 3월 30일: 베리샤 대통령과 피노 총리는 오트란토 희생자 유가족에게 애도를 표했다. 알바니아는 이 사건에 대한 국제 조사를 요청했다.
- 3월 31일: 오트란토 희생자를 기리기 위한 국가 추모일이 선포되었다. 이스마일 카다레는 이탈리아 언론에서 "이 비극에 충격받았다"며 정부와 대통령의 권위를 회복해야 한다고 밝혔다.

### 4월
- 4월 1일: 민주당 지도부가 베리샤와 셰후의 사임을 논의했다. 피노는 사회당에게 남부 위원회와의 3월 28일 합의를 철회할 것을 촉구했다.
- 4월 3일: 경찰은 티라나에서 질서를 회복하는 데 성공했으며, 특수부대는 베라트를 장악했다.
- 4월 4일: 미국 대사관은 어떤 구국위원회와도 만나지 않을 것이며, 유일한 합법적인 기관은 정부와 대통령이라고 밝혔다.
- 4월 5일: 무장 갱단이 포그라데츠를 장악했다.
- 4월 7일: 피에르에서 수십 명이 부상을 입고 어린이 2명을 포함한 5명이 사망했다. 하클라지 가족이 폭동을 주도했다. 또한 두러스에서 3명이 사망했다.
- 4월 8일: 그램시에서 지역 갱단과 라치 출신 갱단 간의 충돌이 발생했다. 이 도시는 무기 판매의 중심지가 되었다.
- 4월 12일: 레카 조그가 왕실과 함께 티라나에 도착했다. 엘바산에서 수십 명의 정신병 환자들이 탈출했다.
- 4월 13일: 이탈리아 총리 로마노 프로디가 알바니아인 자니 차우시를 경호원으로 대동하고 블로라를 방문했다.
- 4월 15일: 이탈리아 지휘하의 7,000명 병력으로 구성된 국제군인 알바 작전이 알바니아에 도착하기 시작했다. 첫 병력은 두러스에 배치되었다. 티라나는 정상으로 돌아왔고, 그램시에서 범죄자를 체포하고 약탈된 무기를 회수하는 성공적인 작전이 수행되었다.
- 4월 17일: 정치 정당은 6월 29일 선거를 치르기로 합의했다.
- 4월 18일:[73] 엘바산 대학교 마당에서 폭탄이 폭발했다.
- 4월 19일: 지로카스트라의 무기 저장고에서 로켓이 폭발했다. 피노는 레카 조그를 만났다.
- 4월 21일: 다국적군이 블로라에 배치되었다. 범죄 갱단이 그램시 시를 공격하고 황폐화시켰으며, 초로보데 시민을 테러했다.
- 4월 22일: 티라나의 전 "플로라" 근처에서 폭탄이 폭발했다.
- 4월 23일: 국제군은 어떤 "남부 위원회"와도 협력하지 않기로 결정했다.
- 4월 24일: 엘바산의 경찰서가 공격받았다. 레카 조그가 블로라를 방문했다.
- 4월 26일: 유럽 평의회는 "불법" 구국위원회의 무장 해제를 요구했다. 지로카스트라에서 폭탄으로 어린이 4명이 부상을 입었다. 슈퍼테헨에서는 35미터의 기차 선로가 파괴되었다.
- 4월 28일: 루슈녜에서 약 4,000명의 군중이 시위를 벌였다. 공공 구국위원회가 시작한 이 시위는 베리샤의 사임, 선거 과정 개혁, 2001년으로 예정된 비상 의회 선거, 그리고 모든 재정적 손실의 100% 보상을 요구했다. 위원회 지도부는 집회에 참여했다.
- 4월 29일: 북부에서 학교가 다시 문을 열었다. 블로라는 갱단의 통제하에 남아 있었다.
- 4월 30일: 부렐의 무기 저장고에서 폭발이 일어나 27명이 사망했다. 베라트에서도 창고 3곳이 폭발했다.

### 5월
- 5월 4일: 슈코더르, 베라트, 티라나, 두러스에서 수십 명이 사망했다.
- 5월 10일: 특수부대가 그램시에서 무장 갱단과 충돌했다. 그램시 구국위원회는 시내 신문 배포를 막았다.
- 5월 14일: 카카비세가 국경에서 공격받았다. 공격 잔해가 베라트-루슈녜 도로를 막았다. 베라트의 군사 초소도 공격받았다.
- 5월 15일: 지로카스터르의 창고가 폭발하여 14명이 부상을 입고 4명이 사망했다. 포그라데츠에서도 온 가족이 사망했다.
- 5월 19일: 남부에서는 폭력이 계속되었고, 블로라에서는 살인이 계속되었다. 메말리아이에서는 경찰과 구국위원회가 갱단 중 하나에 대항하여 협력했다.
- 5월 21일: 지로카스터르의 다리에 대한 공격이 계속되었다. 폭력은 사란다, 블로라, 슈코더르, 두러스에서 계속되었다.
- 5월 23일: 처리크에서 갱단이 특수부대 장갑차를 공격했다. 공화국 수비대 대원 6명이 수류탄 공격으로 사망했고, 다른 3명은 포로로 잡혔다.[74][75][76][77][78][79][80][81]틀:Excessive citations inline

### 6월
- 6월 17일: 우라 바이구로레 학살.
- ? 6월: 민주당 지도부는 알바니아 남부에서 정상적인 캠페인을 진행할 수 없었다. 그들의 캠페인은 해당 도시에서의 폭동으로 인해 60명 이상의 사망자가 발생했다.
- 6월 29일: 총선이 실시되었다. 사회당 연합이 승리했고, 민주당은 역사상 가장 큰 패배를 겪었다. "구국위원회"의 많은 구성원은 위기가 해결될 때까지 정부 직책을 맡지 않겠다고 약속했지만, 좌파 후보를 지지했다. 선거일에는 통치 형태에 대한 국민 투표도 실시되었다. 공화정이 군주제에 65%의 득표율로 우세했다.

### 7월
- 7월 3일: 왕위 계승권자 레카 1세는 선거 관리 위원회가 국민 투표 결과를 조작했다고 비난하며 시위를 조직했고, 이 투표에서는 유권자의 3분의 2가 제안된 군주제 복원을 거부했다. 시위대와 경찰의 충돌로 5명이 사망했다.
- 7월: 갱단은 공포와 테러로 도시를 계속 지배했다. 살인, 강도, 무기, 인신매매, 마약 밀매가 증가했다.
- 7월 24일: 베리샤는 사회당이 승리하면 "제도적 동거"를 견딜 수 없기 때문에 사임하겠다고 약속한 대로 사임했다. 국회는 레제프 메이다니를 새로운 대통령으로 선출했다. 티라나에서 대규모 총격이 베리샤의 사임을 알렸고, 주요 전투는 끝났다.

### 8월
- 8월 11일: 알바 작전의 군사력이 알바니아를 떠났다.

## 사상자
크리스토퍼 자비스에 따르면, 2,000명이 사망했다. 프레드 C. 에이브러햄스(Fred C. Abrahams)는 1997년 3월에서 5월 사이에 약 1,600명이 사망했으며, 대부분은 라이벌 갱단 간의 총격전에서 발생했다고 보고했다. UNIDIR 문서는 3월에만 2,000명 이상이 사망했다고 주장했다.

## 그 후
반란으로 인한 피해는 2억 달러로 추정되며, 약 3,700명에서 5,000명이 부상을 입었다. 불량 기업의 지도부를 상대로 소송이 제기되었다. 사페트 줄랄리(Safet Zhulali)와 아김 셰후(Agim Shehu)를 포함한 여러 정부 구성원은 궐석 재판에서 유죄 판결을 받았다.
1997년 6월과 7월 선거에서 베리샤와 그의 당은 권력에서 물러났고, 사회당이 이끄는 좌파 연합이 승리했다. 사회당은 레제프 메이다니를 알바니아 공화국 대통령으로 선출했다. 모든 유엔군은 8월 11일까지 알바니아를 떠났다.

## 같이 보기
- 알바니아의 학살 목록
- 코소보 전쟁

## 참고 문헌
- Tripodi, Paolo (2016). 〈The Collapse of Albania〉.   Rich, Paul B. 《Warlords in International Relations》. Springer. ISBN 978-1-349-27688-2.
- Abrahams, Fred C. (2016). 《Modern Albania: From Dictatorship to Democracy in Europe》. NYU Press. ISBN 978-1-4798-3809-7.
- Arsovska, Jana (2015). 《Decoding Albanian Organized Crime: Culture, Politics, and Globalization》. University of California Press. ISBN 9780520282803.
- Mugumya, Geofrey (2005). 《From Exchanging Weapons for Development to Security Sector Reform in Albania: Gaps and Grey Areas in Weapon Collection Programmes Assessed by Local People》. United Nations Publications UNIDIR. ISBN 978-92-9045-173-0.
- Daniel Vaughan-Whitehead (1999). 《Albania in Crisis: The Predictable Fall of the Shining Star》. Edward Elgar. ISBN 978-1-84064-070-0.
- 《Transition》 4. Open Media Research Institute. 1997.
- “Rënia e Demokracisë”, Afrim Krasniqi, 1998, Eurorilindja
- “Unë e pashë kush e dogji Vlorën”, Gëzim Zilja, 2000, Pelioni
- Fondi Monetar Ndërkombëtar, Ngritja dhe rënia e piramidave shqiptare
- Impakti i piramidave në Shqipëri
- Piramidat shqiptare
- Banka Botërore, Shqipëria nën hijen e skemave piramidale

## 더 읽어보기
- Jusufi, I. (2017). 《Albania's Transformation since 1997: Successes and Failures》. HRCAK.
- Andrea De Guttry; Fabrizio Pagani (1999). 《La Crisi albanese del 1997: l'azione dell'Italia e delle organizzazioni internazionali : verso un nuovo modello di gestione delle crisi?》. F. Angeli. ISBN 978-88-464-1454-0.
- Perlmutter, T., 1998. The politics of proximity: The Italian response to the Albanian crisis. International Migration Review, pp. 203–222.
- Schmidt, F., 1998. Upheaval in Albania. Current History, 97, p. 127.
- Kalra, M.S., 1998. Inflation and money demand in Albania (No. 98-101). International Monetary Fund.
- Miall, H., 1997. The OSCE role in Albania: A Success for Conflict Prevention. Helsinki Monitor, 8, p. 74.
- Nicholson, B., 1999. The beginning of the end of a rebellion: southern Albania, May–June 1997. East European Politics and Societies, 13(3), pp. 543–565.
- Kritsiotis, D., 1999. Security Council Resolution 1101 (1997) and the Multinational Protection Force of Operation Alba in Albania. Leiden Journal of International Law, 12(3), pp. 511–547.
- Jarvis, 1999, "The Rise and Fall of the Pyramid Schemes in Albania," IMF Working Paper 99/98 (International Monetary Fund: Washington)
  - Jarvis, C., March 2000. The rise and fall of the pyramid schemes in Albania. Finance & Development, 37(1).
- Foster, E., 1998. Ad Hoc in Albania: Did Europe Fail? A Rejoinder. Security Dialogue, 29(2), pp. 213–217.
- Anarchy in Albania: Collapse of European Collective Security?
- "Modern Albania: From Dictatorship to Democracy", 프레드 C. 에이브러햄스, 2015, NYU Press
- "False Apocalypse: From Stalinism to Capitalism", 파토스 루보냐, 2014, Istros Books
- "Rënia e Demokracisë", 아프림 크라스니키, 1998, Eurorilindja (알바니아어)
- "Shqipëria jashtë Veriut and Jugut", 이브라힘 켈멘디, 1997, Zëri i Kosovës (알바니아어)
- "Unë e pashë kush e dogji Vlorën", 게짐 질리야, 2000, Pelioni (알바니아어)
- "Skaner 1997", 게짐 질리야 (알바니아어)
- "Kryengritje e tradhtuar", 파나요트 바르카 (알바니아어)
- "Lufta jo civile", 프레치 조가즈 (알바니아어)
- "Humnerë ‘97", 바시킴 피노 (알바니아어)
- "Viti ‘97, Prapaskenat e krizës që rrënuan shtetin", 메로 바제, 2010, Toena (알바니아어)